# 49987 Боната
49987 Боната (49987 Bonata) — астероїд головного поясу, відкритий 3 січня 2000 року.
Тіссеранів параметр щодо Юпітера — 3,334.